# タイトロープ (映画)
『タイトロープ』（原題：Tightrope）は、1984年制作のアメリカ合衆国のサスペンス・スリラー映画。
クリント・イーストウッド主演兼製作。彼が主演した『アルカトラズからの脱出』の脚本を手掛けたリチャード・タッグル（Richard Tuggle）が脚本兼監督（初監督作品）。クリントの実の娘、アリソン・イーストウッド（当時12歳）が彼が扮する主人公の娘役で父子共演している。

## あらすじ
ニューオリンズ市警殺人課のウェス・ブロック刑事は離婚後、アマンダとペニーという2人の娘と暮らしていた。
歓楽街フレンチ・クォーターで働く赤毛の娼婦が殺された。娼婦は手錠をはめられ、前後から犯された上、赤いリボンで首を絞められていた。美女殺人の2人目の犠牲者だった。レイプ・センターのベリルという女性が面会にきて、捜査の手ぬるさをなじられる。夜、聞き込み捜査を再開し、ある娼婦の挑発に乗る。ネクタイを忘れて出てきた刑事をスニーカーの男が見つめていた。第3の犠牲者。ブロックは聞き込み先の娼婦に手錠をかけてセックスし、快感を覚える。元妻は結婚して子どもを引き取るという。第4の犠牲者はブロックと寝た娼婦だった。
アスレチック・クラブでベリルに再会し、ミシシッピ川の遊覧船で食事をし、互いに心が通じあう。届いた殺人予告にタイプされた名刺を頼りにサムの店へ行くと、プラリーヌの店へ行けといわれる。近寄ってきたゲイの1人が倉庫で犯人と会うという。約束の時間に倉庫に着き、ゲイの死体を発見。続いて2人の犠牲者。同僚から「犠牲者たちを知っているのか」といわれて嘘をつく。第7の犠牲者の近くの像にブロックのネクタイが結んであった。
次の夜、ブロックは娘2人、ベリルと一緒に カーニヴァル を楽しむ。4人をスニーカーをはいたピエロ姿の風船売りがじっと見つめていた。犯人像がしぼられ、ビール工場を訪ねる。夜、ブロックが帰宅するとアマンダは両手に手錠をはめられ犯され、家政婦が殺されていた。背後から襲われ、抵抗すると犯人は逃げ出した。
ビール工場に勤めるロルフという男が浮上する。元警官で2人の少女をレイプして、ブロックに逮捕された男だった。警察はベリルの家を見張るが、ロルフは見張りの刑事を殺して侵入し、ベリルを殺そうとするが抵抗。駆けつけたブロックが長い追跡の末に、墓場から鉄道の線路で追いつく。乱闘のところに列車が通過。ブロックが立ち上がると、ロルフの手首だけが残っていた。

## 登場人物
ウェス・ブロック
演 - クリント・イーストウッド
ニューオリンズ市警殺人課の刑事。今回の事件を捜査する。妻とは離婚している。正義感が強く、スポーツジムで精力的に体を動かす元気な男だが変わった性癖を持つ。
ベリル・ティボドー
演 - ジュヌヴィエーヴ・ビュジョルド
レイプ・センターの職員。スポーツジムで鍛えている。
モリナーリ
演 - ダン・ヘダヤ
ブロックの部下。
ロルフ
演 - マルコ・セント・ジョン
殺人犯。元警官で少女に暴行して捕まった過去がある。
アマンダ・ブロック
演 - アリソン・イーストウッド
ウェスの娘。多忙な父を心配している。終盤ではレイプをされて心に傷を負う不幸を経験する。
ペニー・ブロック
演 - ジェニー・ベック
ウェスの娘。アマンダの妹。幼さから普通なら恥ずかしい言葉を臆面もなく言う。
ベッキー
演 - レベッカ・パール
情婦。犯人に殺害される。

## キャスト
| 役名                 | 俳優                           | 日本語吹き替え                    | 日本語吹き替え                                               |
| 役名                 | 俳優                           | フジテレビ版                      | テレビ朝日版                                                 |
| -------------------- | ------------------------------ | --------------------------------- | ------------------------------------------------------------ |
| ウェス・ブロック     | クリント・イーストウッド       | 山田康雄                          | 山田康雄                                                     |
| ベリル・ティビドー   | ジュヌヴィエーヴ・ビュジョルド | 駒塚由衣                          | 弥永和子                                                     |
| モリナーリ           | ダン・ヘダヤ                   | 池田勝                            | 麦人                                                         |
| アマンダ・ブロック   | アリソン・イーストウッド       | 高田由美                          | 池本小百合                                                   |
| ペニー・ブロック     | ジェニー・ベック               | 天野由梨                          | 川田妙子                                                     |
| ロルフ               | マルコ・セント・ジョン         | 増岡弘                            | 仁内建之                                                     |
| ベッキー             | レベッカ・パール               | 幸田直子                          | 佐々木優子                                                   |
| サリータ             | レジーナ・リチャードソン       | 滝沢久美子                        | 藤生聖子                                                     |
| ジェイミー・コーリー | ランディ・ブルックス           | 横尾まり                          | 叶木翔子                                                     |
| メラニー・シルバー   | ジェイミー・ローズ             | 一城みゆ希                        | 渡辺美佐                                                     |
| ジュディ・ハーパー   | マーガレット・ハウエル         |                                   |                                                              |
| 鞭を持つ女           | レベッカ・クレモンス           |                                   |                                                              |
| ヤロフスキー         | ジャネット・マクラクラン       | 沢田敏子                          |                                                              |
| ルーサー             | グレアム・ポール               | 城山堅                            | 納谷六朗                                                     |
| 署長                 | ビル・ホリデイ                 | 大宮悌二                          | 細井重之                                                     |
| 検視官               | ジョン・ウィルモット           | 塚田正昭                          | 辻親八                                                       |
| ホルスティン夫人     | マージー・オデア               | 片岡富枝                          | 火野カチコ                                                   |
| ショーティ           | ドナルド・バーバー             | 秋元羊介                          |                                                              |
| ダッドリー検死官     | ロン・ガラル                   | 嶋俊介                            | 峰恵研                                                       |
| クオノ               | ジョナサン・ショー             | 大塚明夫                          | 中田和宏                                                     |
| サム                 | キンバリー・ゲオルグリス       | 一城みゆ希                        | 雨蘭咲木子                                                   |
| 役不明又はその他     |                                | 大山高男 林一夫 亀井三郎 古田信幸 | 千田光男 島香裕 星野充昭 荒川太郎 長島雄一 種田文子 大橋世津 |
|                      |                                |                                   |                                                              |
| 演出                 |                                | 伊達康将                          | 伊達康将                                                     |
| 翻訳                 | 岡枝慎二（日本語字幕）         | 宇津木道子                        | たかしまちせこ                                               |
| 効果                 |                                | リレーション                      | リレーション                                                 |
| 制作                 |                                | 東北新社                          | 東北新社                                                     |
| 初回放送             |                                | 1989年6月17日 『G洋画劇場』       | 1994年1月23日 『日曜洋画劇場』                               |

- テレビ朝日版がBDに収録

## 評価
レビュー・アグリゲーターのRotten Tomatoesでは13件のレビューで支持率は85%、平均点は6.70/10となった。Metacriticでは10件のレビューを基に加重平均値が61/100となった。